# Polcești, Călărași
Polcești este un sat în comuna Sărulești din județul Călărași, Muntenia, România.